# تيد كارول
تيد كارول (بالإنجليزية: Ted Carroll)‏ هو لاعب كرة قدم أسترالية أسترالي، ولد في 11 يوليو 1955.

## وصلات خارجية
- تيد كارول على موقع AustralianFootball.com (الإنجليزية)
- تيد كارول على موقع AFLtables.com (الإنجليزية)